# Hedgesville
Hedgesville – miasto w Stanach Zjednoczonych, w stanie Wirginia Zachodnia, w hrabstwie Berkeley.